# Кузьмин-Караваев, Александр Николаевич
Александр Николаевич Кузьмин-Караваев (Кузьмин-Короваев) (7 (19) ноября 1862 — 13 февраля 1923) — генерал-лейтенант Генерального штаба Российской империи.

## Биография
Родился 7 (19) ноября 1862 года.
Образование получил в 3-й Петербургской военной гимназии, Михайловском артиллерийском училище и Николаевской академии Генерального штаба, которую окончил по 1-му разряду. В службе состоял с 16 сентября 1880 года.
По Генеральному штабу службу проходил в Кавказском военном округе: старший адъютант штаба 1-й Кавказской казачьей дивизии (с 14.10.1889), обер-офицер для поручений при штабе Кавказского военного округа, исполняющий должность столоначальника Главного штаба, исполняющий должность штаб-офицера для поручений при штабе Кавказского армейского корпуса, исполняющий должность штаб-офицера для особых поручений при штабе Кавказского военного округа, младший делопроизводитель канцелярии военно-учебного комитета (с 11.04.1897), старший делопроизводитель (с 20.09.1900). С 6 декабря 1899 года — полковник.
Женился 20 января 1886 года на вдове штабс-капитана Августе Александровне Мартыновой.
Долго служил в русской военной разведке в Азии, занимался изучением Закавказья, Персии и Афганистана: военный агент в Брюсселе и Гааге (24.11.1901—06.07.1907).
Был произведён 31 мая 1907 года в генерал-майоры и 6 июля назначен командиром 1-й бригады 21-й пехотной дивизии; с 3 февраля 1910 года — командир 2-й бригады Кавказской гренадерской дивизии, с 7 декабря 1912 года — начальник штаба 2-го Кавказского армейского корпуса.
В Первую мировую войну — начальник 1-й Донской казачьей дивизии, генерал-лейтенант с 19 июля 1914 года. С 11 ноября 1914 по январь 1917 года был начальником 76-й пехотной дивизии.
Добровольно перешёл на службу в Красную армию, служил по военно-учебному ведомству (1918—1920 гг.). После гражданской войны эмигрировал, проживал в Югославии.
Умер 13 февраля 1923 года в Любляне.

## Награды
- орден Св. Анны 2-й ст. (1902)
- орден Св. Владимира 3-й ст. (1909)
- орден Св. Станислава 1-й ст. (1912)